# San Fernando (Kalifornija)
San Fernando je grad u američkoj saveznoj državi Kalifornija. Prema popisu stanovništva iz 2010. u njemu je živjelo 23.645 stanovnika.